# Drimmelen (plaats)
Drimmelen is een dorp  in de gemeente Drimmelen in de Nederlandse provincie Noord-Brabant. Op 1 januari 2023 telde het 570 inwoners. Het ligt in het noorden van de gemeente aan de rivier de Amer. Drimmelen ligt tussen Made en Geertruidenberg. Dichtstbijzijnde grote stad is Breda.
Het dorp heeft aan de rivier een watersportcentrum en twee jachthavens.

## Toponymie
Er wordt wel beweerd dat de naam Drimmelen afkomstig zou zijn van drie mijlen: de afstand tot Geertruidenberg. Een mogelijke naamsverklaring zou het Keltische drumlin kunnen zijn, dat verhoging betekent: een rivierduin of donk.

## Geschiedenis
Het voormalige dorp Drimmelen werd tijdens de Sint-Elisabethsvloed van 1421 van de kaart geveegd. Veel verder landinwaarts ontstond toen Oud-Drimmelen. Toen in 1645 de Emiliapolder ten noorden van Oud-Drimmelen tot stand kwam ontstond Nieuw-Drimmelen aan een spuisluis bij de Amer. Oud- en Nieuw-Drimmelen hoorden bij elkaar. De (hervormde) kerk en de begraafplaats bleven lang in Oud-Drimmelen gevestigd. In 1730 werd een groot deel van Oud-Drimmelen door brand verwoest. Het zwaartepunt van de bewoning verplaatste zich naar Nieuw-Drimmelen, wat geleidelijk aan Drimmelen ging heten. Tot 1792 werd de kerk van Oud-Drimmelen nog gebruikt, maar in hetzelfde jaar kwam in Nieuw-Drimmelen een kerk gereed, waarop de kerk van Oud-Drimmelen in 1793 voor sloop werd verkocht. De begraafplaats is daar echter nog aanwezig, evenals de fundamenten van het kerkje.
Naast Hervormden ontstonden er ook Gereformeerden. Dezen hielden van 1898 tot 1909 hun godsdienstoefeningen in een woning aan de Dorpsstraat, vervolgens in een kleine ruimte achter een woning aan de Weitjes, om in 1935 een kerkje te betrekken aan Batterijstraat 16. Dit kerkje werd in 1996 verlaten en is nu een woonhuis.
Bestuurlijk behoorde Drimmelen tot 1795 bij het Baljuwschap Zuid-Holland. Het was een ambachtsheerlijkheid. De Fransen voegden Drimmelen met Made samen tot de gemeente Made en Drimmelen. Deze werd in 1997 samengevoegd met enkele andere gemeenten en ging Made heten om later de naam Drimmelen aan te nemen.

## Bezienswaardigheden
- De Hervormde kerk van Drimmelen aan de Herengracht 28 is een zaalkerk uit 1792. Boven de ingang bevindt zich een gedenksteen met het stichtingsjaartal en de naam van de stichteres, Maria van Doorn, Vrouwe van Drimmelen. Het interieur bevat enkele 18e-eeuwse koperen lezenaars en een doopbekkenhouder.[3]
- De Herengracht, een klein straatje loodrecht op het haventje, kent een lintbebouwing van 18e- en 19e-eeuwse huizen. Aan de Herengracht 2-4, 9, 13 en 24 laat-18e-eeuwse dwarse huizen. Aan de Herengracht 20-22 en 36-38 vindt men 18e-eeuwse tweebeukige diepe panden.
- Dorpsschool uit 1846, aan Dorpsstraat 14
- Aan Weitjes 9-11 bevindt zich een kortgevelboerderij die tevens als leerlooierij dienst heeft gedaan, uit 1726. De looierij is uit 1880.
- Aan Weitjes 13 vindt men eveneens een 18e-eeuwse kortgevelboerderij.

### Monumenten
Een deel van Drimmelen is een beschermd dorpsgezicht. Verder zijn er in het dorp verschillende rijksmonumenten, zie de lijst van rijksmonumenten in Drimmelen (plaats).

### Musea
Het Biesbosch MuseumEiland.

## Natuur en landschap
Drimmelen ligt aan de Amer, die het van Nationaal Park De Biesbosch scheidt. De Biesbosch behoort voor een aanzienlijk deel tot de gemeente Drimmelen. Drimmelen is voor velen de toegangspoort tot de Biesbosch. Er is een haventje en een jachthaven en bovendien kan men bootjes huren om de Amer over te steken en de Biesbosch in te trekken. Het Biesbosch Bezoekerscentrum Drimmelen van Staatsbosbeheer ligt nabij de haven aan de Amer. Hier is veel informatie beschikbaar over het leven in de Biesbosch.
Ook aan de Drimmelense kant van de Amer ligt een natuurgebied: De Worp. Dit ligt onmiddellijk ten westen van het dorp. De omgeving van Drimmelen bestaat uit kleipolders. De Brede Vaart, met als zijtak de Kerkvaart, mondt bij Drimmelen in de Amer uit.

## Evenementen
- Herengrachtconcert, iedere twee jaar, op de laatste zaterdag van augustus.
- Vlaggetjesdag, in juni

## Verenigingen
- kanovereniging de Biesboschbevers
- Drimmelense RoeiRegatta[4]
- Stichting Herengrachtconcert
- Hart voor Drimmelen
- Amer Klanken
- St de Rietaak
- Oranje comité
- Sport en Hobbyclub 'Drimmelen'

## Voorzieningen
- OBS ’t Klaverblad[5]

## Verkeer en vervoer
Drimmelen is bereikbaar via de A59.

### Openbaar vervoer
Busdienst verzorgd door Arriva via:
- lijn 224: Oosterhout - Made - Drimmelen (buurtbus)

## Nabijgelegen kernen
Geertruidenberg, Lage Zwaluwe, Hooge Zwaluwe, Made